# Score Ridge
Score Ridge ist ein Gebirgskamm in den Darwin Mountains des Transantarktischen Gebirges. Er ragt 4 km nordwestlich des Lindstrom Ridge im nordzentralen Teil der Meteorite Hills auf.
Das Advisory Committee on Antarctic Names benannte ihn 2001 nach Roberta Score vom Lyndon B. Johnson Space Center der NASA, die von 1984 bis 1985 und von 1988 bis 1989 am ASMET-Programm im Transantarktischen Gebirge beteiligt war sowie von 1996 bis 2001 das Crary Science and Engineering Center auf der McMurdo-Station geleitet hatte.